# Le Genest-Saint-Isle
 Le Genest-Saint-Isle  là một xã thuộc tỉnh Mayenne trong vùng Pays de la Loire tây bắc nước Pháp. Xã này nằm ở khu vực có độ cao trung bình 92 mét trên mực nước biển.